# Movimiento y oscilación de un barco

Movimiento del buque en las olas. 1 arfada, sube y baja o vaivén vertical. 2 vaivén. 3 largada. 4 virada o guiñada. 5 cabeceo. 6 balance, bamboleo, vaivén transversal, alabeo, rolido* o rolado.

Los movimientos y oscilación de un las embarcaciones en el mar son el resultado de todas las fuerzas actuantes sobre ellas y tienen seis grados de libertad, tres de traslación y tres de rotación.

## Movimientos de traslación
Los tres tipos de movimientos de traslación son:
- Traslación vertical. El movimiento vertical del buque hacia arriba y hacia abajo se denomina «arfada».
- Traslación lateral. El movimiento orcilatorio trasversal al plano de crujía del buque se denomina «vaivén». Si se refiere al desplazamiento lateral constante debido al viento o corrientes, se suele denominar «abatimiento» o «deriva».
- Traslación longitudinal. El movimiento hacia adelante y hacia atrás de denomina «largada».

## Movimientos de rotación
La embarcación puede girar alrededor del eje vertical, el eje transversal que une los lados y el eje longitudinal que une la proa a la popa. 
- El eje vertical 'Z' describe la dirección del barco, ya sea por causa del gobierno del timón o por otras causas. El movimiento alrededor de este eje se denomina «virada» o «guiñada».  También se usan los términos «caída a la buena» (giro según el timonel), «caída a la mala» (giro según el viento) y «guiñada de rumbo».
- El movimiento por el eje trasversal 'Y' recibe el nombre de «cabeceo».
- El movimiento de lado a lado alrededor del eje longitudinal 'X' se llama «balance». Cuando se refiere a un instante concreto de ese balance o a una condición estacionaria, se habla de «escora». Cuando el giro es oscilatorio también recibe otras denominaciones, como «bamboleo», «vaivén transversal», «alabeo», «rolido» o «rolado». El término 'rolido' es un anglicismo que proviene de roll, utilizado en Sudamérica y se encuentra en algunos diccionarios náuticos pero no en el DRAE. También se usa en el ámbito de la natación.